# Pionus menstruus
Pionus menstruus là một loài chim trong họ Psittacidae.